# Souk El Omrane
Le souk El Omrane (arabe : سوق العمران) est l'un des Souks de la médina de Sfax, situé à l'extérieur de Bab Jebli.

## Emplacement et activités
Situé en face de la muraille sud de la médina, entre Bab Jebli et Bab Jebli Jedid, il s'agit d'un marché couvert où l'on peut trouver de nos jours plusieurs types de produits (fruits, légumes, épices, ustensiles, etc.).

## Histoire
Occupant l'emplacement d'un ancien cimetière extra-muros, ce souk constituait, dans un premier temps, un atelier de fabrication des cercueils. Il s'appelait alors fondouk des cercueils.
En 1949, il est transformé en marché couvert spécialisé dans le commerce des graines et des huiles. Ceci fait suite à l'engagement de l'Association de sauvegarde des cimetières musulmans dans son réaménagement. En contrepartie, ses revenus servent pour la restauration des clôtures des cimetières de la région.